# Puchar Polski w piłce nożnej (2024/2025)/Puchary wojewódzkie
Puchar Polski w piłce nożnej mężczyzn na szczeblu wojewódzkim - Rozgrywki pucharowe mające na celu wyłonienie klubów z niższych lig z poszczególnych województw do udziału w Pucharze Polski w piłce nożnej mężczyzn 2025/2026. Każde województwo ma prawo wyłonić jedną drużynę, która będzie je reprezentować w Pucharze Polski. W eliminacjach obowiązkowo biorą udział drużyny od 3 ligi do klasy okręgowej. Drużyny z A-klasy mogą nie przystąpić do rozgrywek, a zespoły z klas niższych nie są zobowiązane do brania udziału w eliminacjach.

## Zwycięzcy
- Miedź II Legnica (województwo dolnośląskie)
- Zawisza Bydgoszcz (województwo kujawsko-pomorskie)
- Avia Świdnik (województwo lubelskie)
- Odra Bytom Odrzański (województwo lubuskie)
- Lechia Tomaszów Mazowiecki (województwo łódzkie)
- Beskid Andrychów (województwo małopolskie)
- Legia II Warszawa (województwo mazowieckie)
- Małapanew Ozimek (województwo opolskie)
- Siarka Tarnobrzeg (województwo podkarpackie)
- ŁKS Łomża (województwo podlaskie)
- Gryf Słupsk (województwo pomorskie)
- LKS II Goczałkowice Zdrój (województwo śląskie)
- Korona II Kielce (województwo świętokrzyskie)
- GKS Wikielec (województwo warmińsko-mazurskie)
- Polonia Środa Wielkopolska (województwo wielkopolskie)
- Flota Świnoujście (województwo zachodniopomorskie)

## Województwo Dolnośląskie[1]
Udział biorą zwycięzcy czterech pucharów okręgowych.
| Uczestnicy tej edycji                           | Uczestnicy tej edycji   | Uczestnicy tej edycji | Uczestnicy tej edycji |
| ----------------------------------------------- | ----------------------- | --------------------- | --------------------- |
| BRS                                             | Barycz Sułów            | Wrocław               |                       |
| JEL                                             | Karkonosze Jelenia Góra | Jelenia Góra          |                       |
| SŁW                                             | Słowianin Wolibórz      | Wałbrzych             |                       |
| ML2                                             | Miedź II Legnica        | Legnica               |                       |
| W kolumnie pierwszej podano skróty nazw drużyn. |                         |                       |                       |

### Półfinał
| 9 kwietnia 2025 | Barycz Sułów | 1:1 k. 2:0 | Karkonosze Jelenia Góra |       |
| 18:00           |              |            |                         | Sułów |

| 16 kwietnia 2025 | Słowianin Wolibórz | 0:0 k. 2:4 | Miedź II Legnica |          |
| 17:00            |                    |            |                  | Wolibórz |

### Finał
| 4 czerwca 2025 | Barycz Sułów | 0:1 | Miedź II Legnica |         |
| 17:00          |              |     |                  | Żmigród |

## Województwo Kujawsko-Pomorskie[2]
Udział biorą zwycięzcy 1/8 finału i 1/4 finału. Start w nich zapewnieni mieli zwycięzcy pucharów okręgowych.
| Uczestnicy tej edycji                           | Uczestnicy tej edycji | Uczestnicy tej edycji | Uczestnicy tej edycji |
| ----------------------------------------------- | --------------------- | --------------------- | --------------------- |
| WDA                                             | Wda Świecie           | Bydgoszcz             |                       |
| ELA                                             | Elana Toruń           | Obrońca tytułu        |                       |
| RYP                                             | Lech Rypin            | Włocławek             |                       |
| ZAW                                             | Zawisza Bydgoszcz     | Bydgoszcz             |                       |
| W kolumnie pierwszej podano skróty nazw drużyn. |                       |                       |                       |

### Półfinał
| 14 maja 2025 | Wda Świecie            | 2:1   | Elana Toruń          |  |
| 17:00        | Jay Jaskólski 14', 62' | (1:0) | 79' Maciej Rożnowski |  |

| 14 maja 2025 | Lech Rypin            | 1:4   | Zawisza Bydgoszcz                                                                |  |
| 17:30        | Konrad Kopczyński 13' | (1:1) | 24' Krystian Sanocki · 60' Sebastian Rak · 82' Jakub Bojas · 87' Patryk Skórecki |  |

### Finał
| 4 czerwca 2025 | Wda Świecie | 0:3   | Zawisza Bydgoszcz                       |  |
| 18:00          |             | (0:1) | 8' Patryk Mikita · 79', 90' Jakub Bojas |  |

## Województwo Lubelskie[3]
Udział biorą zwycięzcy czterech pucharów okręgowych.
| Uczestnicy tej edycji                           | Uczestnicy tej edycji   | Uczestnicy tej edycji | Uczestnicy tej edycji |
| ----------------------------------------------- | ----------------------- | --------------------- | --------------------- |
| PBP                                             | Podlasie Biała Podlaska | Biała Podlaska        |                       |
| SKR                                             | Start Krasnystaw        | Chełm                 |                       |
| AVI                                             | Avia Świdnik            | Lublin                |                       |
| BIŁ                                             | Łada Biłgoraj           | Zamość                |                       |
| W kolumnie pierwszej podano skróty nazw drużyn. |                         |                       |                       |

### Półfinał
| 28 maja 2025 | Łada Biłgoraj          | 1:0 (pd.) | Start Krasnystaw |  |
| 17:00        | Bohdan Krywołapow 115' | (0:0)     |                  |  |

| 4 czerwca 2025 | Podlasie Biała Podlaska | 1:3   | Avia Świdnik                                                           |  |
| 18:00          | Damian Lepiarz 63'      | (0:1) | 21' Wojciech Kalinowski · 51' Adrian Paluchowski · 57' Andrij Remeniuk |  |

### Finał
| 11 czerwca 2025 | Łada Biłgoraj       | 1:3   | Avia Świdnik                                |  |
| 18:00           | Wojciech Białek 65' | (0:2) | 12' Paweł Uliczny · 24', 55' Patryk Małecki |  |

## Województwo Lubuskie[4]
Udział biorą zwycięzcy 1/8 finału i 1/4 finału. Start w nich zapewnieni mieli zwycięzcy pucharów okręgowych.
| Uczestnicy tej edycji                           | Uczestnicy tej edycji | Uczestnicy tej edycji | Uczestnicy tej edycji |
| ----------------------------------------------- | --------------------- | --------------------- | --------------------- |
| SJA                                             | Stal Jasień           | Zielona Góra          |                       |
| PSŁ                                             | Polonia Słubice       | Gorzów Wielkopolski   |                       |
| LZG                                             | Lechia Zielona Góra   | Zielona Góra          |                       |
| BOD                                             | Odra Bytom Odrzański  | Zielona Góra          |                       |
| W kolumnie pierwszej podano skróty nazw drużyn. |                       |                       |                       |

### Półfinał
| 14 maja 2025 | Stal Jasień | 0:3   | Polonia Słubice                                                    |        |
| 17:30        |             | (0:1) | 45' Daniel Stadie · 65' Cyprian Poniedziałek · 89' Nikita Chołodow | Jasień |

| 14 maja 2025 | Lechia Zielona Góra      | 1:2   | Odra Bytom Odrzański                  |              |
| 17:30        | Franciszek Majchrzak 44' | (1:2) | 17' Miłosz Jóźwiak · 45' Milan Bazler | Zielona Góra |

### Finał
| 4 czerwca 2025 | Odra Bytom Odrzański  | 2:0   | Polonia Słubice |                   |
| 17:00          | Milan Bazler 66', 68' | (0:0) |                 | Krosno Odrzańskie |

## Województwo Łódzkie[5]
Udział biorą zwycięzcy 1/4 finału. Start w nim zapewnieni mieli zwycięzcy pucharów okręgowych.
| Uczestnicy tej edycji                           | Uczestnicy tej edycji      | Uczestnicy tej edycji | Uczestnicy tej edycji |
| ----------------------------------------------- | -------------------------- | --------------------- | --------------------- |
| ZWO                                             | Pogoń Zduńska Wola         | Sieradz               |                       |
| LTM                                             | Lechia Tomaszów Mazowiecki | Piotrków Trybunalski  |                       |
| WI2                                             | Widzew II Łódź             | Łódź                  |                       |
| USK                                             | Unia Skierniewice          | Skierniewice          |                       |
| W kolumnie pierwszej podano skróty nazw drużyn. |                            |                       |                       |

### Półfinał
| 7 maja 2025 | Pogoń Zduńska Wola | 0:5   | Lechia Tomaszów Mazowiecki                                                                 |  |
| 17:00       |                    | (0:1) | 29', 50' Mariusz Rybicki · 57' Bartosz Zbroiński · 64' Mateusz Kempski · 71' Adrian Ziarek |  |

| 7 maja 2025 | Widzew II Łódź           | 1:6   | Unia Skierniewice                                                                                   |  |
| 17:30       | 53' Maciej Kazimierowicz | (0:2) | 8', 47' Damian Wojdakowski · 22' Bartosz Falbierski · 63', 72' Damian Makuch · 79' Konrad Kowalczyk |  |

### Finał
| 11 czerwca 2025 | Lechia Tomaszów Mazowiecki                                     | 3:2   | Unia Skierniewice                                   |  |
| 20:30           | 34' Jakub Król · 71' Mateusz Kempski · 87' Bartosz Zieliński · | (1:1) | 10' Damian Makuch · 47' (sam.) Michał Mikołajczyk · |  |

## Województwo Małopolskie[6]
Udział biorą zwycięzcy 1/8 finału i 1/4 finału. Start w nich zapewnieni mieli zwycięzcy pucharów okręgowych.
| Uczestnicy tej edycji                           | Uczestnicy tej edycji | Uczestnicy tej edycji | Uczestnicy tej edycji |
| ----------------------------------------------- | --------------------- | --------------------- | --------------------- |
| BOC                                             | Bocheński KS          | Bochnia               |                       |
| PNT                                             | Podhale Nowy Targ     | Obrońca tytułu        |                       |
| BES                                             | Beskid Andrychów      | Wadowice              |                       |
| LJA                                             | LKS Jawiszowice       | Oświęcim              |                       |
| W kolumnie pierwszej podano skróty nazw drużyn. |                       |                       |                       |

### Półfinał
| 4 czerwca 2025 | Bocheński KS | 4:3 | Podhale Nowy Targ |         |
| 17:30          |              |     |                   | Bochnia |

| 4 czerwca 2025 | Beskid Andrychów | 3:2 | LKS Jawiszowice |           |
| 17:30          |                  |     |                 | Andrychów |

### Finał
| 18 czerwca 2025 | Beskid Andrychów | 4:3 (pd.) | Bocheński KS |        |
| 17:30           |                  |           |              | Kraków |

## Województwo Mazowieckie[7]
Udział biorą zwycięzcy 1/8 finału i 1/4 finału. Start w nich zapewnieni mieli zwycięzcy oraz finaliści pucharów okręgowych i zespoły z województwa grające w 3 lidze.
| Uczestnicy tej edycji                           | Uczestnicy tej edycji | Uczestnicy tej edycji | Uczestnicy tej edycji |
| ----------------------------------------------- | --------------------- | --------------------- | --------------------- |
| MAZ                                             | Mazur Karczew         | Warszawa              |                       |
| CKT                                             | KS CK Troszyn         | Ciechanów-Ostrołęka   |                       |
| LE2                                             | Legia II Warszawa     | 3 liga                |                       |
| WP2                                             | Wisła II Płock        | 3 liga                |                       |
| W kolumnie pierwszej podano skróty nazw drużyn. |                       |                       |                       |

### Półfinał
| 14 maja 2025 | Mazur Karczew | 1:3 | KS CK Troszyn |         |
| 17:00        |               |     |               | Karczew |

| 14 maja 2025 | Legia II Warszawa | 4:0 | Wisła II Płock |          |
| 17:00        |                   |     |                | Urszulin |

### Finał
| 4 czerwca 2025 | KS CK Troszyn | 1:3 | Legia II Warszawa |          |
| 19:00          |               |     |                   | Warszawa |

## Województwo Opolskie[8]
Udział biorą zwycięzcy 1/32, 1/16, 1/8 i 1/4 finału.
| Uczestnicy tej edycji                           | Uczestnicy tej edycji | Uczestnicy tej edycji | Uczestnicy tej edycji |
| ----------------------------------------------- | --------------------- | --------------------- | --------------------- |
| MAŁ                                             | Małapanew Ozimek      | -                     |                       |
| LSD                                             | LZS Starowice Dolne   | -                     |                       |
| RZD                                             | Ruch Zdzieszowice     | -                     |                       |
| PNY                                             | Polonia Nysa          | -                     |                       |
| W kolumnie pierwszej podano skróty nazw drużyn. |                       |                       |                       |

### Półfinał
| 23 kwietnia 2025 | Małapanew Ozimek | 5:1 | LZS Starowice Dolne |        |
| 17:00            |                  |     |                     | Ozimek |

| 23 kwietnia 2025 | Ruch Zdzieszowice | 2:3 | Polonia Nysa |              |
| 17:00            |                   |     |              | Zdzieszowice |

### Finał
| 14 maja 2025 | Małapanew Ozimek | 1:1 k. 6:5 | Polonia Nysa |      |
| 19:00        |                  |            |              | Nysa |

## Województwo Podkarpackie[9]
Udział biorą zwycięzcy czterech pucharów okręgowych.
| Uczestnicy tej edycji                           | Uczestnicy tej edycji | Uczestnicy tej edycji | Uczestnicy tej edycji |
| ----------------------------------------------- | --------------------- | --------------------- | --------------------- |
| WIA                                             | KS Wiązownica         | Jarosław              |                       |
| NOW                                             | Cosmos Nowotaniec     | Krosno                |                       |
| DĘB                                             | Wisłoka Dębica        | Rzeszów-Dębica        |                       |
| SIA                                             | Siarka Tarnobrzeg     | Stalowa Wola          |                       |
| W kolumnie pierwszej podano skróty nazw drużyn. |                       |                       |                       |

### Półfinał
| 4 czerwca 2025 | Cosmos Nowotaniec | 1:0 | Wisłoka Dębica |            |
| 17:30          |                   |     |                | Nowotaniec |

| 28 maja 2025 | Siarka Tarnobrzeg | 1:0 | KS Wiązownica |            |
| 17:00        |                   |     |               | Tarnobrzeg |

### Finał
| 11 czerwca 2025 | Cosmos Nowotaniec | 0:1 | Siarka Tarnobrzeg |            |
| 17:30           |                   |     |                   | Nowotaniec |

## Województwo Podlaskie[10]
Udział biorą zwycięzcy poprzednich rund (I-VI). Możliwość startu miały wszystkie drużyny z województwa.
| Uczestnicy tej edycji                           | Uczestnicy tej edycji    | Uczestnicy tej edycji | Uczestnicy tej edycji |
| ----------------------------------------------- | ------------------------ | --------------------- | --------------------- |
| ZMB                                             | Olimpia Zambrów          | -                     |                       |
| JA2                                             | Jagiellonia II Białystok | -                     |                       |
| WIG                                             | Wigry Suwałki            | -                     |                       |
| ŁOM                                             | ŁKS Łomża                | -                     |                       |
| W kolumnie pierwszej podano skróty nazw drużyn. |                          |                       |                       |

### Półfinał
| 14 maja 2025 | Olimpia Zambrów | 1:2 (pd.) | Jagiellonia II Białystok |         |
| 17:00        |                 |           |                          | Zambrów |

| 14 maja 2025 | Wigry Suwałki | 2:2 k. 2:3 | ŁKS Łomża |         |
| 17:00        |               |            |           | Suwałki |

### Finał
| 4 czerwca 2025 | Jagiellonia II Białystok | 0:0 k. 3:4 | ŁKS Łomża |         |
| 17:00          |                          |            |           | Zambrów |

## Województwo Pomorskie[11]
Udział biorą zwycięzcy trzech pucharów okręgowych.
| Uczestnicy tej edycji                           | Uczestnicy tej edycji | Uczestnicy tej edycji | Uczestnicy tej edycji |
| ----------------------------------------------- | --------------------- | --------------------- | --------------------- |
| AR2                                             | Arka II Gdynia        | Gdańsk                |                       |
| JAG                                             | Jaguar Gdańsk         | Gdańsk                |                       |
| WL2                                             | Wikęd II Luzino       | Gdańsk                |                       |
| GRS                                             | Gryf Słupsk           | Słupsk                |                       |
| W kolumnie pierwszej podano skróty nazw drużyn. |                       |                       |                       |

### Półfinał
| 21 maja 2025 | Arka II Gdynia | 5:2 | Jaguar Gdańsk |        |
| 20:00        |                |     |               | Gdynia |

| 28 maja 2025 | Wikęd II Luzino | 3:4 | Gryf Słupsk |        |
| 18:00        |                 |     |             | Luzino |

### Finał
| 4 czerwca 2025 | Arka II Gdynia | 0:1 | Gryf Słupsk |       |
| 18:00          |                |     |             | Bytów |

## Województwo Śląskie[12]
Udział biorą zwycięzcy 1/8 finału i 1/4 finału. Start w nich mieli zagwarantowani zwycięzcy pucharów okręgowych.
| Uczestnicy tej edycji                           | Uczestnicy tej edycji     | Uczestnicy tej edycji | Uczestnicy tej edycji |
| ----------------------------------------------- | ------------------------- | --------------------- | --------------------- |
| GO2                                             | LKS II Goczałkowice Zdrój | Tychy                 |                       |
| GZ2                                             | Górnik II Zabrze          | Zabrze                |                       |
| KA2                                             | GKS II Katowice           | Katowice              |                       |
| SZO                                             | Szombierki Bytom          | Bytom                 |                       |
| W kolumnie pierwszej podano skróty nazw drużyn. |                           |                       |                       |

### Półfinał
| 28 maja 2025 | LKS II Goczałkowice Zdrój | 4:2 | Górnik II Zabrze |                    |
| 18:00        |                           |     |                  | Goczałkowice-Zdrój |

| 28 maja 2025 | GKS II Katowice | 2:2 k. 9:8 | Szombierki Bytom |          |
| 18:00        |                 |            |                  | Katowice |

### Finał
| 11 czerwca 2025 | LKS II Goczałkowice Zdrój | 3:0 | GKS II Katowice |                    |
| 18:00           |                           |     |                 | Goczałkowice-Zdrój |

## Województwo Świętokrzyskie[13]
Udział biorą zwycięzcy poprzednich rund (I-VI). Możliwość startu miały wszystkie drużyny z województwa.
| Uczestnicy tej edycji                           | Uczestnicy tej edycji | Uczestnicy tej edycji | Uczestnicy tej edycji |
| ----------------------------------------------- | --------------------- | --------------------- | --------------------- |
| CPŁ                                             | Czarni Połaniec       | -                     |                       |
| KO2                                             | Korona II Kielce      | -                     |                       |
| STS                                             | Star Starachowice     | -                     |                       |
| NKO                                             | Neptun Końskie        | -                     |                       |
| W kolumnie pierwszej podano skróty nazw drużyn. |                       |                       |                       |

### Półfinał
| 13 maja 2025 | Czarni Połaniec | 2:3 | Korona II Kielce |          |
| 17:15        |                 |     |                  | Połaniec |

| 14 maja 2025 | Star Starachowice | 6:1 | Neptun Końskie |              |
| 17:15        |                   |     |                | Starachowice |

### Finał
| 14 czerwca 2025 | Star Starachowice | 0:4   | Korona II Kielce |             |
| 17:00           |                   | (0:2) |                  | Exbud Arena |

## Województwo Warmińsko-Mazurskie[14]
Udział biorą zwycięzcy poprzednich rund (I-V). Start miały zagwarantowane wszystkie drużyny z województwa.
| Uczestnicy tej edycji                           | Uczestnicy tej edycji | Uczestnicy tej edycji | Uczestnicy tej edycji |
| ----------------------------------------------- | --------------------- | --------------------- | --------------------- |
| ZBP                                             | Znicz Biała Piska     | -                     |                       |
| WIK                                             | GKS Wikielec          | -                     |                       |
| MRĄ                                             | Mrągowia Mrągowo      | -                     |                       |
| CON                                             | Concordia Elbląg      | -                     |                       |
| W kolumnie pierwszej podano skróty nazw drużyn. |                       |                       |                       |

### Półfinał
| 14 maja 2025 | Znicz Biała Piska | 1:2 | GKS Wikielec |             |
| 17:00        |                   |     |              | Biała Piska |

| 14 maja 2025 | Mrągowia Mrągowo | 1:2 | Concordia Elbląg |        |
| 17:00        |                  |     |                  | Piecki |

### Finał
| 4 czerwca 2025 | Concordia Elbląg | 1:4 (pd.) | GKS Wikielec |         |
| 19:00          |                  |           |              | Ostróda |

## Województwo Wielkopolskie[15]
Udział biorą zwycięzcy 1/16, 1/8 i 1/4 finału.
| Uczestnicy tej edycji                           | Uczestnicy tej edycji      | Uczestnicy tej edycji | Uczestnicy tej edycji |
| ----------------------------------------------- | -------------------------- | --------------------- | --------------------- |
| PGO                                             | Polonia Golina             | 4 liga                |                       |
| WŚR                                             | Warta Śrem                 | 4 liga                |                       |
| ŚRW                                             | Polonia Środa Wielkopolska | 3 liga                |                       |
| NCZ                                             | Noteć Czarnków             | 3 liga                |                       |
| W kolumnie pierwszej podano skróty nazw drużyn. |                            |                       |                       |

### Półfinał
| 14 maja 2025 | Polonia Golina | 4:0 | Warta Śrem |        |
| 18:00        |                |     |            | Golina |

| 7 maja 2025 | Polonia Środa Wielkopolska | 2:1 | Noteć Czarnków |                    |
| 18:00       |                            |     |                | Środa Wielkopolska |

### Finał
| 4 czerwca 2025 | Polonia Środa Wielkopolska | 2:0 | Polonia Golina |                    |
| 19:00          |                            |     |                | Środa Wielkopolska |

## Województwo Zachodniopomorskie[16]
Udział biorą zwycięzcy poprzednich rund (I-VIII). Start miały zagwarantowane wszystkie drużyny z województwa.
| Uczestnicy tej edycji                           | Uczestnicy tej edycji | Uczestnicy tej edycji | Uczestnicy tej edycji |
| ----------------------------------------------- | --------------------- | --------------------- | --------------------- |
| FAS                                             | FASE Szczecin         | -                     |                       |
| STA                                             | Kluczevia Stargard    | -                     |                       |
| PO2                                             | Pogoń II Szczecin     | -                     |                       |
| FLO                                             | Flota Świnoujście     | -                     |                       |
| W kolumnie pierwszej podano skróty nazw drużyn. |                       |                       |                       |

### Półfinał
| 21 maja 2025 | FASE Szczecin | 1:1 k. 4:3 | Kluczevia Stargard |          |
| 17:00        |               |            |                    | Szczecin |

| 28 maja 2025 | Pogoń II Szczecin | 1:2 | Flota Świnoujście |          |
| 17:00        |                   |     |                   | Szczecin |

### Finał
| 4 czerwca 2025 | FASE Szczecin | 0:1 | Flota Świnoujście |          |
| 17:00          |               |     |                   | Szczecin |